# Список глав правительства Латвии

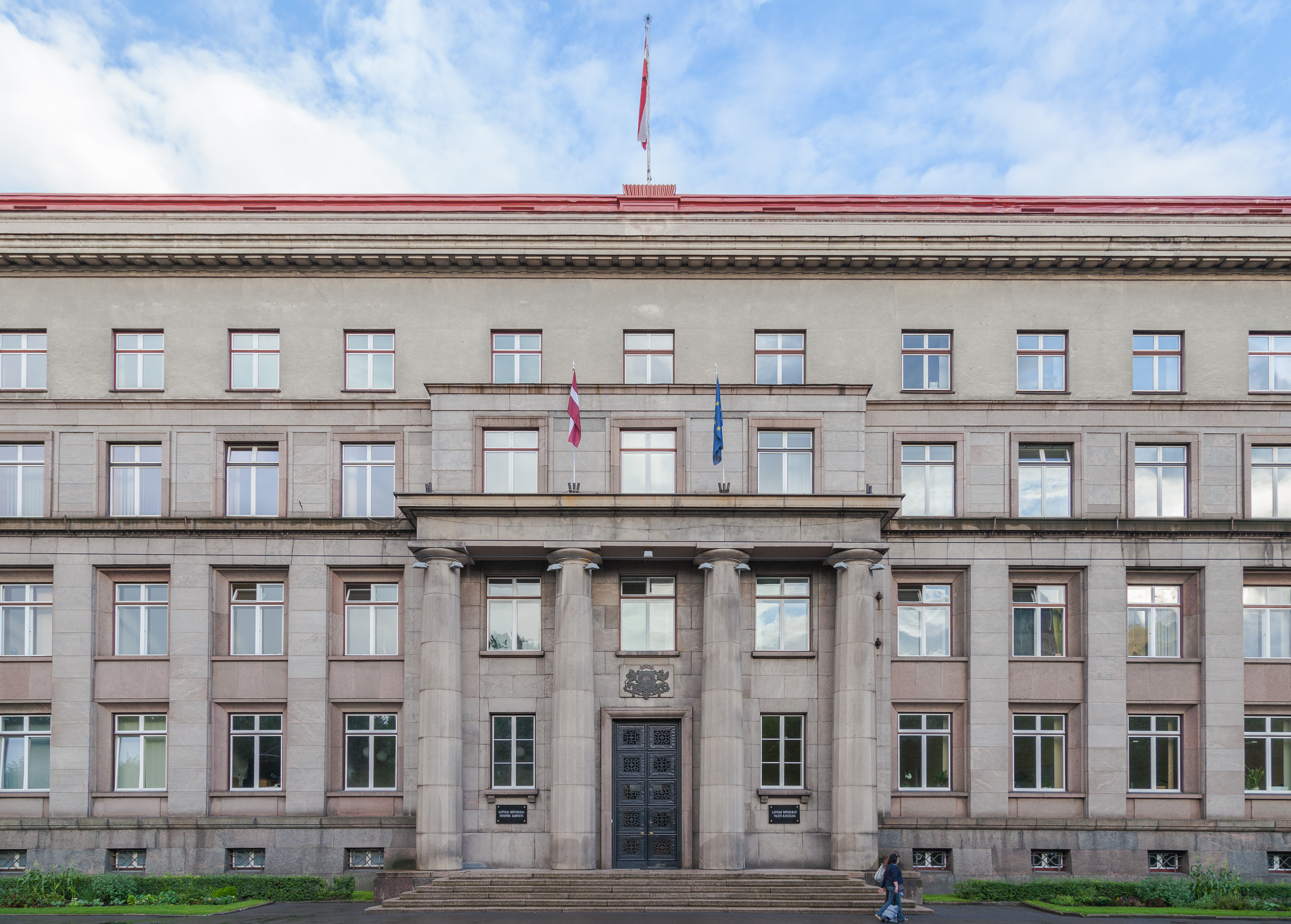
Здание правительства в Риге

Список глав правительств Латвии включает в себя лиц, возглавлявших правительство в Латвии независимо от наименования должности, включая лиц, возглавлявших латвийское правительство в разных формах в период образования латвийской государственности() и руководителей правительства советской республики в составе СССР().
В настоящее время правительство возглавляет президент министров Латвии (латыш. Latvijas Ministru prezidents), являющийся самым влиятельным членом правительства и председательствующий на его заседаниях.
Использованная в первом столбце таблиц нумерация является условной (последовательность номеров указана раздельно для лиц, являвшихся президентами министров в периоды с 1920 по 1940 годы и с 1990 года); также условным является использование в первом столбце цветовой заливки, служащей для упрощения восприятия принадлежности лиц к различным политическим силам без необходимости обращения к столбцу, отражающему партийную принадлежность. Наряду с партийной принадлежностью, в столбце «Партия» также отражён внепартийный (независимый) статус персоналий. В таблицах в столбце «Выборы» отражены состоявшиеся выборные процедуры или иные основания получения полномочий. Для удобства список разделён на принятые в историографии периоды истории страны. Приведённые в преамбулах к каждому из разделов описания этих периодов призваны пояснить особенности её политической жизни.

## Создание латвийского государства (1918—1920)
Период создания независимого латвийского государства характеризовался наличием трёх различных центров государственной власти: советского, поддерживаемого РСФСР, прогерманского и националистического
. Борьба за независимость Латвии (латыш. Latvijas brīvības cīņas), или Освободительная война Латвии (латыш. Latvijas atbrīvošanas karš), включала в себя боевые действия, начавшиеся в конце 1918 года после завершения Первой мировой войны и провозглашения независимости страны Народным советом Латвии, и закончившиеся подписанием Рижского договора между Латвией и РСФСР.

### Республика Исколата (1918)

Флаг Исколата

Республика Исколата (латыш. Iskolata Republika) — условное название латвийского советского государственного образования на неоккупированной германскими войсками территории Видземе и Латгалии. 24 декабря 1917 (6 января 1918) года в латвийском городе Валка созданный 30 июля (12 августа) 1917 года Исполнительный комитет Совета рабочих, солдатских и безземельных депутатов Латвии («Исколат») (латыш. Latvijas strādnieku, kareivju un bezzemnieku deputātu padomes izpildkomiteja — jeb «Iskolats») принял декларацию о самоопределении Латвии в составе Советской России. Председателем Президиума Исполнительного комитета «Республики Исколата» стал Фрицис Розиньш. 18—22 февраля 1918 года германские войска заняли всю территорию Латвии, в связи с чем 20 февраля 1918 года Исколат был эвакуирован в Москву, а 4 апреля 1918 года ликвидирован.
|        | Портрет | Имя (годы жизни)                                                                | Полномочия                      | Полномочия      | Партия                   | Кабинет | Пр.                 |
| Начало | Портрет | Имя (годы жизни)                                                                | Окончание                       |                 | Партия                   | Кабинет | Пр.                 |
| ------ | ------- | ------------------------------------------------------------------------------- | ------------------------------- | --------------- | ------------------------ | ------- | ------------------- |
|        |         | Фрицис Розиньш (1870—1919) латыш. Fricis Roziņš в России Фрицис Адамович Розинь | 24 декабря 1917 (6 января 1918) | 20 февраля 1918 | Социал-демократия Латвии | Исколат | [ 9 ] [ 10 ] [ 11 ] |

### Временное правительство Народного совета (1918—1920)
17 ноября 1918 года на основе созданного 16 (29) ноября 1917 года латышскими национальными партиями Латышского временного национального совета (латыш. Latviešu Pagaidu Nacionālā padome), объединившегося с «Демократическим блоком» (латыш. Demokratiskais bloks), был сформирован Народный совет Латвии (латыш. Latvijas Tautas padome), ставший временным законодательным органом и провозгласивший на следующий день независимость Латвийской республики. Тогда же было сформировано коалиционное Временное правительство (латыш. Pagaidu valdība) во главе с Карлисом Улманисом.
К началу февраля 1919 года Временное правительство сохранило контроль только над районом портового города Лиепая, а с 16 апреля 1919 года местом его пребывания стал стоявший на рейде Лиепаи пароход «Саратов», находившийся под охраной подразделений Антанты. 27 июня 1919 года правительство Улманиса смогло сойти на берег в Лиепае, а 8 июля 1919 года, после вступления в силу перемирия с Железной дивизией и Прибалтийским ландесвером (вошедшим в состав латвийской армии), вернулось на «Саратове» в Ригу.
Народный совет продолжал действовать до 1 мая 1920 года (начала работы Учредительного собрания), а Временное правительство (дважды менявшее состав) — до 11 июня 1920 года, когда Улманис сформировал первый парламентский кабинет министров.
|                | Портрет        | Имя (годы жизни)                                                                   | Полномочия | Полномочия   | Партия | Кабинет                         | Пр.                  |
| Начало         | Портрет        | Имя (годы жизни)                                                                   | Окончание |              | Партия | Кабинет                         | Пр.                  |
| -------------- | -------------- | ---------------------------------------------------------------------------------- | --- | ------------ | --- | ------------------------------- | -------------------- |
|                |                | Карлис Аугустс Вилхелмс Улманис (1877—1942) латыш. Kārlis Augusts Vilhelms Ulmanis | 18 ноября 1918 | 13 июля 1919 | Латышский крестьянский союз в коалиции с Латвийской радикально-демократической партией, Латвийским демократическим союзом, Латвийской республиканской партией и Латвийской партией независимости | Временные правительства (I—III) | [ 18 ] [ 19 ] [ 20 ] |
| 14 июля 1919   | 8 декабря 1919 | Карлис Аугустс Вилхелмс Улманис (1877—1942) латыш. Kārlis Augusts Vilhelms Ulmanis | Латышский крестьянский союз в коалиции с Латвийской республиканской партией и Германобалтийской реформистской партией                              |              | | Временные правительства (I—III) | [ 18 ] [ 19 ] [ 20 ] |
| 9 декабря 1919 | 11 июня 1920   | Карлис Аугустс Вилхелмс Улманис (1877—1942) латыш. Kārlis Augusts Vilhelms Ulmanis | Латышский крестьянский союз в коалиции с Беспартийным национальным центром, Латвийским демократическим союзом и Латвийской республиканской партией |              | | Временные правительства (I—III) | [ 18 ] [ 19 ] [ 20 ] |

### Латвийская Социалистическая Советская Республика (1918—1920)

Герб ЛССР

Латвийская Социалистическая Советская Республика (латыш. Latvijas Sociālistiskā Padomju Republika) — государственное образование, существовавшее на части территории Латвии с декабря 1918 года по январь 1920 года. 4 декабря 1918 года Центральный комитет Социал-демократии Латвии совместно с представителями Советов депутатов крупнейших городов сформировал Временное рабоче-крестьянское правительство Латвии под председательством Петра Стучки, которое 17 декабря 1918 года обнародовало манифест об установлении советской власти. 22 декабря 1918 года В. И. Ленин подписал «Декрет Совета Народных Комиссаров о признании независимости Советской Республики Латвии», а 3 января 1919 года подразделения красных латышских стрелков, ставшие основой армии советской Латвии, вступили в Ригу.
С 13 по 15 января 1919 года в Риге состоялся I съезд Объединённых Советов рабочих, безземельных и стрелковых депутатов Латвии (латыш. Strādnieku, bezzemnieku un strēlnieku padomju apvienotais kongress), принявший конституцию ЛССР и утвердивший составы Центрального исполнительного комитета Латвии (латыш. Latvijas Centrālo izpildkomiteju) и Совета уполномоченных (правительства, латыш. komisāru padomes). К началу февраля 1919 года советское правительство контролировало почти всю территорию Латвии, однако уже 22 мая 1919 года оставило Ригу (где разместилось прогерманское правительство Андриевса Ниедры) и переехало сначала в Даугавпилс, а 11 июня 1919 года — в Резекне. В январе 1920 года при поддержке польских войск армия Латвии заняла всю территорию страны. 3 января 1920 года правительство Стучки объявило о самороспуске.
|                | Портрет       | Имя (годы жизни)                                                               | Полномочия                                                                | Полномочия     | Партия                   | Должность | Пр.           |
| Начало         | Портрет       | Имя (годы жизни)                                                               | Окончание                                                                 |                | Партия                   | Должность | Пр.           |
| -------------- | ------------- | ------------------------------------------------------------------------------ | ------------------------------------------------------------------------- | -------------- | ------------------------ | --- | ------------- |
|                |               | Петерис Стучка (1865—1932) латыш. Pēteris Stučka в России Пётр Иванович Стучка | 4 декабря 1918                                                            | 13 января 1919 | Социал-демократия Латвии | председатель Временного рабоче-крестьянского правительства латыш. priekšsēdētājs pagaidu strādnieku-zemnieku valdību | [ 28 ] [ 29 ] |
| 13 января 1919 | 3 января 1920 | Петерис Стучка (1865—1932) латыш. Pēteris Stučka в России Пётр Иванович Стучка | председатель Совета уполномоченных латыш. komisāru padomes priekšsēdētājs |                | Социал-демократия Латвии | | [ 28 ] [ 29 ] |

### Прогерманское правительство Ниедры (1919)

Флаг прибалтийского ландесвера

К февралю 1919 года армия советской Латвии заняла большую часть территории страны, за исключением района портового города Лиепаи, оставшейся под контролем Временного правительства, сформированного Народным советом Латвии и возглавляемого Карлисом Улманисом. 16 апреля 1919 года отряд балтийских немцев сверг правительство Улманиса, бежавшее на пароход «Саратов». 26 апреля 1919 года прибывший в Лиепаю лютеранский пастор Андриевс Ниедра узнал, что путчисты выбрали его главой нового правительства. Отказавшись от должности, Ниедра выступил посредником между путчистами (во главе с заместившим его Оскарсом Фридрихсом Борковскисом) и Улманисом о включении в его кабинет представителей балтийских немцев. После провала переговоров Ниедра согласился возглавить прогерманское правительство, которое 22 мая 1919 года переехало в Ригу, занятую Железной дивизией и Прибалтийским ландесвером. В июне 1919 года эти подразделения, оттеснившие на восток армию советской Латвии, на севере были разбиты в Цесисской битве эстонскими вооружёнными силами, включавшими поддерживающие Улманиса латышские части. Правительство Ниедры было распущено 27 июня 1919 года.
|        | Портрет | Имя (годы жизни)                                                                                        | Полномочия     | Полномочия   | Партия      | Пр.                  |
| Начало | Портрет | Имя (годы жизни)                                                                                        | Окончание      |              | Партия      | Пр.                  |
| ------ | ------- | --- | -------------- | ------------ | ----------- | -------------------- |
| и. о.  |         | Оскарс Фридрихс Борковскис (1872—1945) латыш. Oskars Frīdrihs Borkovskis нем. Oskar Friedrich Borkowsky | 26 апреля 1919 | 11 мая 1919  | независимый | [ 15 ]               |
|        |         | Андриевс Ниедра (1871—1942) латыш. Andrievs Niedra                                                      | 11 мая 1919    | 27 июня 1919 | независимый | [ 32 ] [ 33 ] [ 34 ] |

## Латвийская Республика (1920—1940)
Начавшее работать 1 мая 1920 года Учредительное собрание приняло Декларацию о латвийском государстве (27 мая 1920 года) и Временные правила о государственном устройстве Латвии (1 июня 1920 года), в соответствии с которыми 11 июня 1920 года было сформировало первое постоянное правительство Латвии во главе с Карлисом Улманисом. 11 августа 1920 года в Риге был подписан договор, по которому правительство Советской России
...признаёт безоговорочно независимость, самостоятельность и суверенность Латвийского Государства и отказывается добровольно и на вечные времена от всяких суверенных прав кои принадлежали России в отношении к латвийскому народу и земле...
15 февраля 1922 года была принята первая часть конституции (оставшаяся единственной после отклонения второй части), которая вступила в силу 7 ноября 1922 года с истечением полномочий Учредительного собрания. 15 мая 1934 года глава правительства Карлис Улманис осуществил государственный переворот, распустил Сейм и все партии, приостановил действие конституции, а по истечении 11 апреля 1936 года срока полномочий президента Албертса Квиесиса принял на себя полномочия президента, став де-факто диктатором Латвии.
После подписания 23 августа 1939 года Договора о ненападении между Германией и Советским Союзом, секретным дополнительным протоколом к которому Латвия была отнесена к сфере интересов СССР, СССР оказало давление на Латвию, сначала вынудив её предоставить в его распоряжение несколько военных и военно-морских баз на латвийской территории (на основании Пакта о взаимопомощи между СССР и Латвийской Республикой от 5 октября 1939 года). 17 июня 1940 года в Латвию вошли подразделения Красной Армии. 20 июня 1940 года в соответствии с условиями советского ультиматума президент Улманис назначил новое правительство, состав которого был предложен А. Я. Вышинским, уполномоченным ЦК ВКП(б) по Латвии. 14 и 15 июля были проведены выборы в Народный Сейм (латыш. Tautas Saeima), в которых участвовал единственный список — «Блок трудового народа» (латыш. Darba tautas bloks). 21 июля 1940 года Народный Сейм провозгласил Латвийскую Советскую Социалистическую Республику.
|          | Портрет      | Имя (годы жизни)                                                                   | Полномочия      | Полномочия | Партия | Выборы      | Кабинет         | Пр.                  |
| Начало   | Портрет      | Имя (годы жизни)                                                                   | Окончание       | | Партия | Выборы      | Кабинет         | Пр.                  |
| -------- | ------------ | ---------------------------------------------------------------------------------- | --------------- | --- | --- | ----------- | --------------- | -------------------- |
| 1 (I)    |              | Карлис Аугустс Вилхелмс Улманис (1877—1942) латыш. Kārlis Augusts Vilhelms Ulmanis | 12 июня 1920    | 18 июня 1921 | Латышский крестьянский союз в коалиции с Латвийским демократическим союзом, Еврейской национал-демократической партией, Латгальской крестьянской партией и Латвийской рабочей партией | 1920        | Улманис (I)     | [ 18 ] [ 19 ] [ 20 ] |
| 2 (I—II) |              | Зигфридс Анна Мейеровиц (1887—1925) латыш. Zigfrīds Anna Meierovics                | 19 июня 1921    | 20 июля 1922 | Латышский крестьянский союз в коалиции с Латгальской крестьянской партией, Латвийской рабочей партией, Латвийской народной партией и Латвийской социал-демократической рабочей партией (меньшевиков) | 1920        | Мейеровиц (I)   | [ 41 ] [ 42 ] [ 43 ] |
| 2 (I—II) | 20 июля 1922 | Зигфридс Анна Мейеровиц (1887—1925) латыш. Zigfrīds Anna Meierovics                | 26 января 1923  | Латышский крестьянский союз в коалиции с Латгальской крестьянской партией, Латвийской рабочей партией и Латвийской социал-демократической рабочей партией (меньшевиков) | Мейеровиц (II) | 1920        |                 | [ 41 ] [ 42 ] [ 43 ] |
| 3        |              | Янис Паулюкс (1865—1937) латыш. Jānis Pauļuks                                      | 27 января 1923  | 27 июня 1923 | независимый с участием Латышского крестьянского союза, Демократического центра, Латгальского христианского крестьянского союза, Латвийского молодёжного союза, Латвийской социал-демократической рабочей партии и Латвийской социал-демократической рабочей партией (меньшевиков)                                             | 1922        | Паулюкс         | [ 44 ] [ 45 ] [ 46 ] |
| 2 (III)  |              | Зигфридс Анна Мейеровиц (1887—1925) латыш. Zigfrīds Anna Meierovics                | 28 июня 1923    | 26 января 1924 | Латышский крестьянский союз в коалиции с Демократическим центром, Латгальским христианским крестьянским союзом, Латвийским молодёжным союзом, Латвийской социал-демократической рабочей партии и Латвийской социал-демократической рабочей партией (меньшевиков)                                                              | 1922        | Мейеровиц (III) | [ 41 ] [ 42 ] [ 43 ] |
| 4        |              | Волдемарс Замуэлс (1872—1948) латыш. Voldemārs Zāmuēls                             | 27 января 1924  | 18 декабря 1924 | независимый с участием Беспартийного национального центра, Демократического центра, Латгальского христианского крестьянского союза и Латвийского молодёжного союза | 1922        | Замуэлс         | [ 47 ] [ 48 ] [ 49 ] |
| 5 (I)    |              | Хуго Целминьш (1877—1941) латыш. Hugo Celmiņš                                      | 19 декабря 1924 | 23 декабря 1925 | Латышский крестьянский союз в коалиции с Демократическим центром, Латвийским молодёжным союзом и Латвийской социал-демократической рабочей партией (меньшевиков) | 1922        | Целминьш (I)    | [ 50 ] [ 51 ] [ 52 ] |
| 1 (II)   |              | Карлис Аугустс Вилхелмс Улманис (1877—1942) латыш. Kārlis Augusts Vilhelms Ulmanis | 24 декабря 1925 | 6 мая 1926 | Латышский крестьянский союз в коалиции с Христианской крестьянской партией, Латгальской крестьянской партией, Латвийской партией новых фермеров и мелких землевладельцев, Латвийским молодёжным союзом и Национальным объединением                                                                                            | 1925        | Улманис (II)    | [ 18 ] [ 19 ] [ 20 ] |
| 6        |              | Артурс Алберингс (1876—1934) латыш. Arturs Alberings                               | 7 мая 1926      | 18 декабря 1926 | Латышский крестьянский союз в коалиции с Демократическим центром, Латвийской партией новых фермеров и мелких землевладельцев, Латвийским молодёжным союзом и Латгальской крестьянской партией | 1925        | Алберингс       | [ 53 ] [ 54 ]        |
| 7 (I)    |              | Маргерс Скуениекс (1886—1941) латыш. Marģers Skujenieks                            | 18 декабря 1926 | 23 января 1928 | Латвийская социал-демократическая рабочая партия (меньшевиков) в коалиции с Латвийской социал-демократической рабочей партии, Демократическим центром, Прогрессивным народным объединением и Латвийским молодёжным союзом | 1925        | Скуениекс (I)   | [ 55 ] [ 56 ] [ 57 ] |
| 8        |              | Петерис Юрашевскис (1872—1945) латыш. Pēteris Juraševskis                          | 24 января 1928  | 30 ноября 1928 | Демократический центр в коалиции с Христианской крестьянской партией, Латгальской крестьянской партией, Латышским крестьянским союзом и Немецко-балтийской партией реформ | 1925        | Юрашевскис      | [ 58 ] [ 59 ]        |
| 5 (II)   |              | Хуго Целминьш (1877—1941) латыш. Hugo Celmiņš                                      | 1 декабря 1928  | 26 марта 1931 | Латышский крестьянский союз в коалиции с Демократическим центром, Христианским национальным объединением, Христианской крестьянской партией, Латгальским демократическим крестьянским объединением, Латвийской партией новых фермеров и мелких землевладельцев, Национальным объединением и Немецко-балтийской партией реформ | 1928        | Целминьш (II)   | [ 50 ] [ 51 ] [ 60 ] |
| 1 (III)  |              | Карлис Аугустс Вилхелмс Улманис (1877—1942) латыш. Kārlis Augusts Vilhelms Ulmanis | 27 марта 1931   | 5 декабря 1931 | Латышский крестьянский союз в коалиции с Христианской крестьянской партией, Латгальским крестьянским прогрессивным объединением, Латвийской партией новых фермеров и мелких землевладельцев, Объединением мира, порядка и производства и Национальным объединением                                                            | 1928        | Улманис (III)   | [ 18 ] [ 19 ] [ 20 ] |
| 7 (II)   |              | Маргерс Скуениекс (1886—1941) латыш. Marģers Skujenieks                            | 6 декабря 1931  | 23 марта 1933 | Прогрессивное объединение в коалиции с Латышским крестьянским союзом, Демократическим центром, Латгальским крестьянским прогрессивным объединением и Латвийской партией новых фермеров и мелких землевладельцев | 1931        | Скуениекс (II)  | [ 55 ] [ 56 ] [ 57 ] |
| 9        |              | Адолфс Блёдниекс (1889—1962) латыш. Ādolfs Bļodnieks                               | 24 марта 1933   | 16 марта 1934 | Латвийская партия новых фермеров и мелких землевладельцев в коалиции с Партией христианских земледельцев и католиков, Латышским крестьянским союзом, Латгальским крестьянским прогрессивным объединением, Христианским национальным объединением, Прогрессивным объединением и Демократическим центром                        | 1931        | Блёдниекс       | [ 61 ] [ 62 ] [ 63 ] |
| 1 (IV—V) |              | Карлис Аугустс Вилхелмс Улманис (1877—1942) латыш. Kārlis Augusts Vilhelms Ulmanis | 17 марта 1934   | 15 мая 1934 | Латышский крестьянский союз в коалиции с Партией христианских земледельцев и католиков, Христианским национальным объединением и Латгальским крестьянским прогрессивным объединением | 1931        | Улманис (IV)    | [ 18 ] [ 19 ] [ 20 ] |
|          | 16 мая 1934  | Карлис Аугустс Вилхелмс Улманис (1877—1942) латыш. Kārlis Augusts Vilhelms Ulmanis | 19 июня 1940    | независимый | [ комм. 5 ] | Улманис (V) |                 | [ 18 ] [ 19 ] [ 20 ] |
| 10       |              | Аугустс Кирхенштейнс (1872—1963) латыш. Augusts Kirhenšteins                       | 20 июня 1940    | независимый | 21 июля 1940 | [ комм. 7 ] | Кирхенштейнс    | [ 64 ] [ 65 ] [ 66 ] |

## Латвийская ССР (1940—1990)

Герб Латвийской ССР

После ввода 17 июня 1940 года в Латвию подразделений Красной Армии и назначения 20 июня 1940 года просоветского правительства, 14 и 15 июля были проведены выборы в Народный Сейм (латыш. Tautas Saeima), в которых участвовал единый и единственный список «Блок трудового народа» (латыш. Darba tautas bloks).
На своём первом заседании 21 июля 1940 года Народный Сейм провозгласил Латвийскую Советскую Социалистическую Республику и направил просьбу принять Латвийскую ССР в состав СССР. 5 августа 1940 года Латвия вошла в состав СССР как одна из союзных республик, 25 августа 1940 года была принята новая конституция (по образцу Конституции СССР, утверждено новое правительство, которое стало именоваться «Совет народных комиссаров Латвийской ССР» (латыш. Latvijas PSR Tautas komisāru padome) и возглавлялось председателем (латыш. priekšsēdētājs). С июля 1941 года по октябрь 1944 года, в период немецкой оккупации Латвии, правительство работало в эвакуации в Москве. В 1946 году оно было преобразовано в «Совет министров Латвийской ССР» (латыш. Latvijas PSR Ministru Padome).
4 мая 1990 года Верховный Совет Латвийской ССР принял «Декларацию о восстановлении независимости Латвийской Республики», по которой восстанавливались наименование страны «Латвийская Республика» (латыш. Latvijas Republika) и конституция 1922 года и устанавливался переходный период, завершённый 21 августа 1991 года принятием Верховным Советом конституционного закона «О государственности Латвийской Республики»
| | Портрет             | Имя (годы жизни)                                                                              | Полномочия          | Полномочия          | Партия                                                                        | Выборы              | Пр.                  |
| Начало | Портрет             | Имя (годы жизни)                                                                              | Окончание           |                     | Партия                                                                        | Выборы              | Пр.                  |
| президент министров | президент министров | президент министров                                                                           | президент министров | президент министров | президент министров                                                           | президент министров | президент министров  |
| --- | ------------------- | --------------------------------------------------------------------------------------------- | ------------------- | ------------------- | ----------------------------------------------------------------------------- | ------------------- | -------------------- |
| |                     | Аугустс Кирхенштейнс (1872—1963) латыш. Augusts Kirhenšteins (Август Мартынович Кирхенштейн)  | 21 июля 1940        | 25 августа 1940     | независимый                                                                   | [ комм. 7 ]         | [ 64 ] [ 65 ] [ 66 ] |
| председатель Совета народных комиссаров (латыш. Latvijas Padomju Sociālistiskās Republikas Tautas Komisāru Padomes priekšsēdētājs) |                     |                                                                                               |                     |                     |                                                                               |                     |                      |
| |                     | Вилис Лацис (1904—1966) латыш. Vilis Lācis (Вилис Тенисович Лацис)                            | 25 августа 1940     | 26 июля 1946        | Коммунистическая партия (большевиков) Латвии                                  | 1940                | [ 77 ] [ 78 ] [ 79 ] |
| председатель Совета министров (латыш. Latvijas Padomju Sociālistiskās Republikas Ministru Padomes priekšsēdētājs)                  |                     |                                                                                               |                     |                     |                                                                               |                     |                      |
| |                     | Вилис Лацис (1904—1966) латыш. Vilis Lācis (Вилис Тенисович Лацис)                            | 26 июля 1946        | 27 ноября 1959      | Коммунистическая партия (большевиков) Латвии → Коммунистическая партия Латвии | [ комм. 10 ]        | [ 77 ] [ 78 ] [ 79 ] |
| |                     | Янис Пейве (1906—1976) латыш. Jānis Peive (Ян Вольдемарович Пейве)                            | 27 ноября 1959      | 23 апреля 1962      | Коммунистическая партия Латвии                                                | [ комм. 10 ]        | [ 80 ] [ 81 ]        |
| |                     | Виталийс Рубенис (1914—1994) латыш. Vitālijs Rubenis (Виталий Петрович Рубен)                 | 23 апреля 1962      | 5 мая 1970          | Коммунистическая партия Латвии                                                | [ комм. 10 ]        | [ 82 ]               |
| |                     | Юрийс Рубенис (1925—2004) латыш. Jurijs Rubenis (Юрий Янович Рубэн)                           | 5 мая 1970          | 6 октября 1988      | Коммунистическая партия Латвии                                                | [ комм. 10 ]        | [ 82 ] [ 83 ]        |
| |                     | Вилнис Эдвинс Бресис (1938—2017) латыш. Vilnis Edvīns Bresis (Вилнис-Эдвин Гедертович Бресис) | 6 октября 1988      | 7 мая 1990          | Коммунистическая партия Латвии                                                | [ комм. 10 ]        | [ 84 ] [ 85 ]        |

## Восстановление независимости (с 1990)
4 мая 1990 года Верховный Совет Латвийской ССР принял «Декларацию о восстановлении независимости Латвийской Республики», по которой восстанавливались наименование страны «Латвийская Республика» (латыш. Latvijas Republika) и конституция 1922 года и устанавливался переходный период, завершённый 21 августа 1991 года принятием Верховным Советом конституционного закона «О государственности Латвийской Республики» (при этом до созыва 5 июля 1993 года нового Сейма высшими государственными полномочиями продолжал обладать Верховный Совет).
6 сентября 1991 года независимость Латвии признал Государственный совет СССР. 5 июля 1993 года в Латвии были восстановлены посты Президента государства (латыш. Latvijas Valsts prezidents) как главы государства и Президента министров (латыш. Latvijas Ministru prezidents) как главы правительства.
|                 | Портрет         | Имя (годы жизни)                                                    | Полномочия | Полномочия | Партия | Выборы | Кабинет                         | Пр.                             |
| Начало          | Портрет         | Имя (годы жизни)                                                    | Окончание | | Партия | Выборы | Кабинет                         | Пр.                             |
| --------------- | --------------- | ------------------------------------------------------------------- | --- | --- | --- | --- | ------------------------------- | ------------------------------- |
| 1 (I—II)        |                 | Иварс Годманис (род. 1951) латыш. Ivars Godmanis                    | 7 мая 1990 | 13 ноября 1991 | Народный фронт Латвии | 1990 | Совет министров                 | [ 88 ] [ 89 ] [ 90 ] [ 91 ]     |
| 1 (I—II)        | 19 ноября 1991  | Иварс Годманис (род. 1951) латыш. Ivars Godmanis                    | 3 августа 1993 | Народный фронт Латвиив коалиции с партией «Латвийский путь» | | 1990 | Совет министров                 | [ 88 ] [ 89 ] [ 90 ] [ 91 ]     |
| 2               |                 | Валдис Биркавс (род. 1942) латыш. Valdis Birkavs                    | 3 августа 1993 | 19 сентября 1994 | Латвийский путьв коалиции с Крестьянским союзом Латвии и Латвийской зелёной партией | 1993 | Биркавс                         | [ 92 ] [ 93 ] [ 94 ]            |
| 3               |                 | Марис Гайлис (род. 1951) латыш. Māris Gailis                        | 19 сентября 1994 | 21 декабря 1995 | Латвийский путьв коалиции с Крестьянским союзом Латвии, Латвийской зелёной партией, Политическим объединением экономистов и Объединением «Отечеству и Свободе»                                                                                             | 1993 | Гайлис                          | [ 95 ] [ 96 ]                   |
| 4 (I—II)        |                 | Андрис Шкеле (род. 1958) латыш. Andris Šķēle                        | 21 декабря 1995 | 13 февраля 1997 | независимыйс участием Демократической партии «Хозяин», Объединения «Отечеству и Свободе», Латвийского пути, Движения за национальную независимость Латвии, Крестьянского союза Латвии, Латвийской зелёной партии и Партии единства Латвии                  | 1995 | Шкеле (I)                       | [ 97 ] [ 98 ] [ 99 ] [ 100 ]    |
| 4 (I—II)        | 13 февраля 1997 | Андрис Шкеле (род. 1958) латыш. Andris Šķēle                        | 7 августа 1997 | независимыйс участием Объединения «Отечеству и свободе / ДННЛ», Демократической партии «Хозяин», Латвийского пути, Крестьянского союза Латвии, Латвийской зелёной партии, а также Христианско-демократического союза (с 5 июня 1997 года) | Шкеле (II) | 1995 | [ 97 ] [ 98 ] [ 99 ] [ 101 ]    |                                 |
| 5               |                 | Гунтарс Крастс (род. 1957) латыш. Guntars Krasts                    | 7 августа 1997 | 26 ноября 1998 | Объединение «Отечеству и свободе / ДННЛ»в коалиции с Латвийским путём, Крестьянским союзом Латвии, Латвийской зелёной партией, а также Демократической партией «Хозяин» (до 19 апреля 1998 года) и Христианской народной партией (до 27 октября 1998 года) | 1995 | Крастс                          | [ 102 ] [ 103 ] [ 104 ]         |
| 6               |                 | Вилис Криштопанс (род. 1954) латыш. Vilis Krištopans                | 26 ноября 1998 | 16 июля 1999 | Латвийский путьв коалиции с Объединением «Отечеству и свободе / ДННЛ», Новой партией и Латвийской социал-демократической рабочей партией | 1998 | Криштопанс                      | [ 105 ] [ 106 ] [ 107 ]         |
| 4 (III)         |                 | Андрис Шкеле (род. 1958) латыш. Andris Šķēle                        | 16 июля 1999 | 5 мая 2000 | Народная партияв коалиции с Латвийским путём и Объединением «Отечеству и свободе / ДННЛ» | 1998 | Шкеле (III)                     | [ 97 ] [ 98 ] [ 99 ] [ 108 ]    |
| 7               |                 | Андрис Берзиньш (род. 1951) латыш. Andris Bērziņš                   | 5 мая 2000 | 7 ноября 2002 | Латвийский путьв коалиции с Народной партией, Объединением «Отечеству и свободе / ДННЛ» и Новой партией | 1998 | Криштопанс                      | [ 109 ] [ 110 ] [ 111 ]         |
| 8               |                 | Эйнарс Репше (род. 1961) латыш. Einars Repše                        | 7 ноября 2002 | 9 мая 2004 | Новое времяв коалиции с Союзом зелёных и крестьян, Объединением «Отечеству и свободе / ДННЛ», а также Латвийской первой партией (до 29 января 2004 года)                                                                                                   | 2002 | Репше                           | [ 112 ] [ 113 ] [ 114 ] [ 115 ] |
| 9               |                 | Индулис Эмсис (род. 1952) латыш. Indulis Emsis                      | 9 мая 2004 | 2 декабря 2004 | Союз зелёных и крестьянв коалиции с Народной партией и Латвийской первой партией | 2002 | Эмсис                           | [ 116 ] [ 117 ] [ 118 ]         |
| 10 (I—II)       |                 | Айгарс Калвитис (род. 1966) латыш. Aigars Kalvītis                  | 2 декабря 2004 | 7 ноября 2006 | Народная партияв коалиции с Союзом зелёных и крестьян, Латвийской первой партией, а также Новым временем (до 7 апреля 2006 года) и Латвийским путём (с 8 апреля 2006 года)                                                                                 | 2002 | Калвитис (I)                    | [ 119 ] [ 120 ]                 |
| 10 (I—II)       | 7 ноября 2006   | Айгарс Калвитис (род. 1966) латыш. Aigars Kalvītis                  | 20 декабря 2007 | Народная партияв коалиции с Союзом зелёных и крестьян, Объединением «Отечеству и свободе / ДННЛ» и Латвийской первой партией (которая 27 августа 2007 года вошла в партию ЛПП/ЛЦ)                                                         | 2006 | Калвитис (II) | [ 120 ] [ 121 ]                 |                                 |
| 1 (III)         |                 | Иварс Годманис (род. 1951) латыш. Ivars Godmanis                    | 20 декабря 2007 | 12 марта 2009 | 2006 | ЛПП/ЛЦв коалиции с Народной партией, Союзом зелёных и крестьян и Объединением «Отечеству и свободе / ДННЛ»                                                                                  | Годманис                        | [ 88 ] [ 89 ] [ 90 ] [ 122 ]    |
| 11 (I—III)      |                 | Валдис Домбровскис (род. 1971) латыш. Valdis Dombrovskis            | 12 марта 2009 | 3 ноября 2010 | 2006 | Новое времяв коалиции с Союзом зелёных и крестьян, Объединением «Отечеству и свободе / ДННЛ», а также Народной партией (до 22 марта 2010 года) и Гражданским союзом (с 20 апреля 2010 года) | Домбровскис (I)                 | [ 123 ] [ 124 ] [ 125 ] [ 126 ] |
| 11 (I—III)      | 3 ноября 2010   | Валдис Домбровскис (род. 1971) латыш. Valdis Dombrovskis            | 6 августа 2011 | Новое времяв составе межпартийного объединения Единство и в коалиции с Союзом зелёных и крестьян | 2010 | Домбровскис (II) | [ 123 ] [ 125 ] [ 126 ] [ 127 ] |                                 |
|                 | 6 августа 2011  | Валдис Домбровскис (род. 1971) латыш. Valdis Dombrovskis            | 24 октября 2011 | Единствов коалиции с Союзом зелёных и крестьян | 2010 | Домбровскис (II) | [ 123 ] [ 125 ] [ 126 ] [ 127 ] |                                 |
| 24 октября 2011 | 22 января 2014  | Валдис Домбровскис (род. 1971) латыш. Valdis Dombrovskis            | Единствов коалиции с Национальным объединением «Всё для Латвии!» — «Отечеству и свободе / ДННЛ» и Партией реформ (до апреля 2012 года называлась Партия реформ Затлерса) | 2011 | Домбровскис (III) | [ 123 ] [ 125 ] [ 126 ] [ 128 ] |                                 |                                 |
| 12 (I—II)       |                 | Лаймдота Страуюма (род. 1951) латыш. Laimdota Straujuma             | 22 января 2014 | 2011 | 5 ноября 2014 | Единствов коалиции с Союзом зелёных и крестьян, Национальным объединением «Всё для Латвии!» — «Отечеству и свободе / ДННЛ» и Партией реформ                                                 | Страуюма (I)                    | [ 129 ] [ 130 ] [ 131 ] [ 132 ] |
| 12 (I—II)       | 5 ноября 2014   | Лаймдота Страуюма (род. 1951) латыш. Laimdota Straujuma             | 11 февраля 2016 | Единствов коалиции с Союзом зелёных и крестьян и Национальным объединением «Всё для Латвии!» — «Отечеству и свободе / ДННЛ» | 2014 | Страуюма (II) | [ 130 ] [ 131 ] [ 132 ] [ 133 ] |                                 |
| 13              |                 | Марис Кучинскис (род. 1961) латыш. Māris Kučinskis                  | 11 февраля 2016 | 23 января 2019 | 2014 | Союз зелёных и крестьянв коалиции с «Единством» и Национальным объединением «Всё для Латвии!» — «Отечеству и свободе / ДННЛ»                                                                | Кучинскис                       | [ 134 ] [ 135 ] [ 136 ] [ 137 ] |
| 14              |                 | Артурс Кришьянис Кариньш (род. 1964) латыш. Arturs Krišjānis Kariņš | 23 января 2019 | 15 сентября 2023 | «Единство»в составе межпартийного объединения «Новое единство» и в коалиции с Новой консервативной партией, KPV LV, «Развитию / За!» и Национальным объединением «Всё для Латвии!» — «Отечеству и свободе / ДННЛ»                                          | 2018 2022 | Кариньш                         | [ 138 ] [ 139 ] [ 140 ] [ 141 ] |
| 15              |                 | Эвика Силиня (род. 1975) латыш. Evika Siliņa                        | 15 сентября 2023 | действующий | «Единство»в составе межпартийного объединения «Новое единство» и в коалиции с «Союзом зелёных и крестьян» и «Прогрессивными» | 2022 | Силиня                          | [ 142 ] [ 143 ]                 |